# Adolf Müller (Politiker, 1843)
Adolf Müller (* 1843; † 25. Mai 1895) war ein deutscher Politiker und Bürgermeister der ihrerzeit noch selbständigen Bürgermeisterei Ronsdorf im Landkreis Lennep in der zu Preußen gehörenden Rheinprovinz.

## Leben
Müller wurde als Nachfolger von Wilhelm Friedrich Gericke am 2. Dezember 1875 zum Bürgermeister der Stadt Ronsdorf gewählt und amtierte dann bis 1887.
Müller starb 1895, sein Grab befindet sich auf dem evangelisch-reformierten Friedhof Staubenthaler Straße.

## Auszeichnungen und Ehrungen
- Ehrenbürger der Stadt Ronsdorf[3]
- Sein Grab gilt als Ehrengrab und wird von der Wuppertaler Stadtverwaltung gepflegt.[4]